# شاخک‌غوکان
شاخک‌غوکان (نام علمی: Hemiphractidae) نام یک تیره از راسته قورباغه است.